# Euroexport
Euroexport foi um clube brasileiro de futebol profissional feminino e futsal com sede em Salvador, Bahia. Fundado em 1993, o clube competia tanto a nível estadual quanto nacional em ambos os esportes.
A empresa Euroexport, que nomeou e patrocinou a equipe, pagava aos jogadores em dólares americanos e também administrava uma equipe com o mesmo nome em São Paulo.
Em 1994, o Euroexport da Bahia conquistou a Taça Brasil de Futsal Feminino, com o Euroexport de São Paulo como vice-campeões. Além disso, em 1994, o Euroexport (Bahia) foi vice-campeão do Campeonato Brasileiro de 11 jogadoras, perdendo para o Vasco da Gama.
O Euroexport forneceu sete jogadoras para a seleção brasileira de futebol feminino na edição de 1995 do Campeonato Sul-Americano de Futebol Feminino em Uberlândia.[carece de fontes?]